# Hospodářská soutěž
Hospodářská soutěž (obecněji konkurence) je souběžná snaha subjektů na trhu určitého druhu zboží nebo služeb, jejichž cílem je dosažení určitých výhod před ostatními v oblasti hospodářských užitků, popř. výsledků, a jež vzájemně ovlivňuje jejich hospodářskou činnost.
Hospodářská soutěž je potřebnou podmínkou svobodného tržního podnikání a funguje jako "hnací motor", který žene ekonomiku vpřed a bez kterého by nedocházelo k dalším inovacím. Vzájemná soutěž mezi subjekty (soutěžiteli) na trhu napomáhá zvýšení kvality výrobků a poskytovaných služeb podle požadavků trhu a tím zvyšuje efektivitu celé ekonomiky.  

## Pojem hospodářské soutěže
Jelikož motivací navzájem soupeřících hráčů na trhu je generování zisku a jejich celkový zisk je přímo úměrný vyšším výnosům a menším nákladům, snaží se tedy tyto subjekty snižovat náklady a volit takovou strategii, která povede k větší poptávce po jejich zboží. Ze vzájemné rivality pak většinou nejvíc těží zákazník, protože v prostředí hospodářské soutěže si žádný subjekt nemůže dovolit stanovit vysoké ceny, aniž by vzápětí jiný konkurent nepřevzal jeho podíl na trhu právě výhodnějšími cenami pro zákazníka.
V některých konkrétních případech může dojít k tomu, že se na konkrétním trhu dva či více subjektů, které dohromady představují drtivou většinu nabídky, tajně dohodnou na vzájemném zvýšení ceny, pro to, aby měly vyšší výnosy a zisky; takovéto spolčování je ale nezákonné a existují příslušné dozorčí orgány, které je řeší a mají pravomoci inkriminované firmy či výrobce potrestat.

## Základní pojmy
Zákon č. 143/2001 Sb., o ochraně hospodářské soutěže udává význam pojmů soutěžitel a relevantní trh.

### Soutěžitel
Dle § 2 odst. 1 zákona č. 143/2001: "Soutěžiteli podle tohoto zákona se rozumí fyzické i právnické osoby, jejich sdružení, sdružení těchto sdružení a jiné formy seskupování, a to i v případě, že tato sdružení a seskupení nejsou právnickými osobami, pokud se účastní hospodářské soutěže nebo ji mohou svou činností ovlivňovat, i když nejsou podnikateli."
Mezi soutěžitele, kteří nejsou podnikateli můžeme zařadit například různé neziskové organizace, osoby, které vykonávají tzv. svobodná povolání (advokát, lékař, veterinář, notář atd.), umělecká povolání (herci, malíři, básníci atd.), ale také i samotný stát a jednotky územní samosprávy.
Dále je také potřeba si uvědomit rozdíl pojmů soutěžitel a konkurent. Konkurenti jsou ti, co se pohybují ve stejném nebo příbuzném segmentu trhu. Může se jednat buď o přímého konkurenta, který nabízí totožné zboží či službu anebo o nepřímého, který nabízí spotřebiteli zaměnitelnou alternativu. Oproti tomu soutěžitelé mohou být dva subjekty, které se pohybují v zcela odlišném odvětví.

### Relevantní trh
Dle § 2 odst. 2 zákona č. 143/2001:"Relevantním trhem je trh zboží, které je z hlediska jeho charakteristiky, ceny a zamýšleného použití shodné, porovnatelné nebo vzájemně zastupitelné, a to na území, na němž jsou soutěžní podmínky dostatečně homogenní a zřetelně odlišitelné od sousedících území."
Relevantní trh je ústředním pojmem, protože určuje oblast působnosti pravidel hospodářské soutěže.

## Konkurenceschopnost
Konkurenceschopnost se týká schopnosti a výkonnosti firmy, pododvětví nebo země, prodávat a dodávat zboží a služby na daném trhu ve vztahu ke schopnosti a výkonnosti jiných firem, pododvětví nebo zemí na stejném trhu. Zahrnuje to jednu společnost, která se snaží přijít na to, jak odebrat podíl na trhu jiné společnosti. Konkurenceschopnost (angl. competitiveness) je odvozena z latinského slova „competere“, které označuje rivalitu, která se vyskytuje mezi subjekty na trzích a v odvětvích. Pojem konkurenceschopnosti je široce používán právě při tématu hospodářské soutěže. Týká se schopnosti srovnání ekonomické výkonnosti a reakce na akce rivalitních firem, pododvětví nebo zemí.
Rozsah konkurence přítomné na konkrétním trhu lze měřit pomocí: počtu soupeřů, podobnosti jejich velikosti, a zejména čím menší je podíl produkce odvětví, který má největší firma, tím bude pravděpodobně silnější konkurence. Při příliš velkém podílu jedné firmy, nebo skupiny firem, na produkci v odvětví, a neschopnosti ostatních firem vytvořit dostatečnou konkurenci (nekonkurenceschopnost), vzniká takzvaný monopol, respektive oligopol.

## Tržní konkurence
Tržní konkurence je proces střetávání různých zájmů rozličných subjektů na trhu. Můžeme ji rozdělit do tří následujících skupin.
a) Konkurence mezi nabídkou a poptávkou
Jedná se o konkurenci mezi nabízejícími (firmy) a poptávajícími (spotřebitelé), kde dochází ke středu preferencí těchto dvou stran. Strana nabídky by chtěla ideálně prodat za co nejvyšší cenu veškeré zboží, co vyrobila. Naopak strana poptávky se snaží uspokojit všechny své potřeby a to za co nejnižší cenu. Kompromisem se poté stává rovnovážná cena, která je určena protnutím nabídkové a poptávkové křivky.
b) Konkurence na straně poptávky
Jedná se o konkurenci mezi kupujícími (poptávajícími). Poptávající chce uspokojit své potřeby a to za co nejnižší cenu. Navzájem si konkurují svým kupním fondem a dostupností. Tato konkurence je nejvíce patrná v době, kdy dochází k nedostatku nějakého statku na trhu. Může být regulovaná například maximálním množstvím zboží, které si může kupující koupit.
c) Konkurence na straně nabídky
Tato konkurence nastává mezi nabízejícími, kteří se snaží prodat, co nejvíce svého zboží a maximalizovat tak své zisky. Dalším cílem výrobců je zaujmout co největší část trhu a potencionálně vytlačit ostatní nabízející z trhu pryč. K této konkurenci dochází, pokud se na trhu objevuje přebytek zboží. Konkurenci na straně nabídky můžeme dělit podle:
- Používaných metod

a) Cenová konkurence 
Spočívá v krátkodobém snížení ceny se záměrem nalákat nové zákazníky i za předpokladu nulových zisků. Pomocí tohoto se snaží přilákat zákazníky k sobě od ostatních nabízejících, a tak získat dominantní postavení na trhu, aby se v budoucnu mohli stát těmi, co budou určovat podmínky na trhu a cenu následně opět zvýšit. Tato metoda je velice výhodná pro kupující, ale velice riskantní pro prodávající, jelikož může vést k úpadku firmy. 
b) Necenová konkurence
Slouží k navýšení poptávky, ale  s využitím jiných nástrojů, než je změna ceny. Prodávající se snaží zákazníky nalákat pomocí vyšší kvality, reklamy, pověsti, tradice, dostupnosti a počtu poboček, servisu a služeb spojených s prodejem atd.
- Podmínek na trhu

a) dokonalá konkurence
b) nedokonalá konkurence

## Dokonalá vs. nedokonalá konkurence

### Dokonalá konkurence
Neoklasická ekonomická teorie klade důraz na teoretický tržní stav, ve kterém jsou firmy a trh považovány za dokonalou konkurenci. Dokonalá konkurence (soutěž) existuje, právě tehdy když jsou splněna všechna kritéria, což je v reálném světě takřka nemožné, a tedy na tuto skutečnost velmi zřídka (pokud vůbec) narazíme. Těmito kritérii jsou kupříkladu: všechny firmy přispívají na trh nevýznamně, všechny firmy prodávají identický produkt, všechny firmy jsou cenovými příjemci, tržní podíl nemá žádný vliv na cenu, kupující i prodávající mají úplné nebo „dokonalé“ informace, zdroje jsou dokonale mobilní a firmy mohou vstoupit nebo opustit trh bez nákladů. V dokonalé konkurenci je na trhu mnoho kupujících a prodávajících a ceny odrážejí celkovou nabídku a poptávku. Dalším klíčovým rysem dokonale konkurenčního trhu jsou rozdíly v produktech prodávaných firmami. Firmy na dokonale konkurenčním trhu jsou malé a žádné větší firmy nekontrolují významnou část podílu na trhu (neexistují žádné monopoly ani oligopoly). Tyto firmy prodávají téměř identické produkty s minimálními rozdíly nebo případě dokonalé náhrady za produkt jiných firem.
Myšlenka dokonale konkurenčních trhů čerpá z jiných neoklasických teorií kupujícího a prodávajícího. Kupující na dokonale konkurenčním trhu mají identický vkus a preference s ohledem na požadované vlastnosti a vlastnosti produktu (homogenní v rámci odvětví) a také mají dokonalé informace o zboží, jako je jeho cena, kvalita a podrobnosti o jeho výrobě. Na tomto typu trhu jsou kupující maximalizátory užitku, což znamená, že kupují produkt, který maximalizuje jejich vlastní individuální užitek, který měří prostřednictvím svých preferencí. Na druhé straně se každá firma (kupující) samozřejmě snaží maximalizovat zisky za předpokladu splnění kritérií dokonalé konkurence a dokonalého trhu.
Firma na dokonale konkurenčním trhu bude působit ve dvou ekonomických časových horizontech: krátkodobé a dlouhodobé. V krátkodobém horizontu firma přizpůsobuje své vyrobené množství cenám a nákladům. Zatímco z dlouhodobého hlediska firma upravuje své výrobní metody, aby zajistila, že budou vyrábět na úrovni, kdy se mezní náklady rovnají mezním příjmům. Na dokonale konkurenčním trhu mají firmy/výrobci dlouhodobě nulový ekonomický zisk.

### Nedokonalá konkurence
Nedokonale konkurenční trhy jsou realistické trhy, které v ekonomice běžně existují. Nedokonalá konkurence existuje, když na rozdíl od dokonalé konkurence: kupující nemusí mít úplné informace o prodávaných produktech, společnosti prodávají různé produkty a služby, stanovují si své vlastní individuální ceny, bojují o podíl na trhu a jsou často chráněny překážkami (náklady) vstupu a výstupu, což ztěžuje novým firmám čelit firmám, které se jíž na trhu pohybují. Důležitou odlišností od dokonalé konkurence je, že na trzích s nedokonalou konkurencí mají jednotliví kupující a prodávající možnost ovlivňovat ceny a výrobu. Za těchto okolností se trhy vzdalují neoklasické ekonomické definici dokonale konkurenčního trhu, protože trh nesplňuje kritéria a to nevyhnutelně vede k příležitostem generovat vyšší zisk, na rozdíl od prostředí dokonalé konkurence, kde firmy dosahují nulového ekonomického zisku v dlouhém horizontu. Tyto trhy jsou také definovány přítomností monopolů a oligopolů.

### Formy nedokonalé konkurence:

#### Monopol
Monopol je příkladem nedokonalé konkurence. Tam, kde je dokonalá konkurence definována soutěží mnoha malých firem o tržní podíl v ekonomice, monopol nastává tam, kde jedna firma drží celý nebo většinový podíl na trhu. Namísto toho, aby průmysl nebo trh definoval firmy, je monopolní společnost jedinou firmou, která definuje a diktuje celý trh. Monopoly existují tam, kde jedno nebo více kritérií selže a znesnadňují novým firmám vstup na trh s minimálními náklady. Monopolní společnosti používají vysoké překážky vstupu, aby zabránily a odrazovaly další firmy od vstupu na trh, aby zajistily, že budou i nadále jediným dodavatelem na trhu. Přirozený monopol je druh monopolu, který existuje kvůli vysokým počátečním nákladům nebo velkým úsporám z rozsahu při podnikání v určitém odvětví. Tyto typy monopolů vznikají v odvětvích, která ke svému fungování vyžadují jedinečné suroviny, technologie nebo podobné faktory. Monopoly mohou vznikat prostřednictvím spravedlivých i neférových obchodních taktik. Tyto taktiky zahrnují: tajné dohody, fúze, akvizice a nepřátelská převzetí. Tajná dohoda by mohla zahrnovat spiknutí dvou soupeřících konkurentů, aby získali nespravedlivou tržní výhodu prostřednictvím koordinovaného stanovení nebo zvýšení cen, zde se však již blížíme pojmu oligopol. Přirozené monopoly jsou tvořeny poctivými obchodními praktikami, kdy firma využívá vysokých překážek odvětví: jedinečný zdroj surovin či výrobní technika. Vysoké překážky vstupu jsou často způsobeny značným množstvím kapitálu nebo hotovosti potřebných k nákupu fixních aktiv, což jsou fyzická aktiva, která společnost potřebuje k provozu. Přirozené monopoly jsou schopny nadále fungovat tak, jak obvykle mohou, protože vyrábějí a prodávají spotřebitelům za nižší náklady, než kdyby na trhu existovala konkurence. Monopoly v tomto případě využívají zdroje efektivně, aby poskytly produkt za nižší cenu. Podobně jako konkurenční firmy, monopolisté produkují množství, jehož mezní příjem se rovná mezním nákladům. Rozdíl je v tom, že v monopolu se mezní příjem nerovná ceně, protože jako jediný dodavatel na trhu mají monopolisté svobodu stanovit cenu, za kterou jsou kupující ochotni zaplatit, aby dosáhli množství maximalizujícího zisk. Této výhody monopolní společnosti mohou nabýt pouze při nekonkurenceschopnosti ostatních firem na trhu. Často také nastává situace, kdy monopol na trhu zvyšuje zisk monopolní formě, což vede k jejímu dalšímu zvýhodnění a tedy postupnému upevňování monopolní pozice.
Příkladem monopolu v České republice byly například České dráhy, jejich monopolní postavení je však postupně omezováno a to příčinou intervence státu.
Dalším typem monopolu je tzv. administrativní monopol. Ten nastává v případě, že je vstup na trh vázán povolením od státu a nastává převážně z důvodu, že stát chce mít pod kontrolou určitá odvětví. Pokud firma dostane povolení od státu, stává se administrativním monopolem.  Za příklad tohoto typu monopolu lze v České republice považovat Českou poštu, s.p. 

###### Oligopol
Oligopoly jsou další formou nedokonalých tržních struktur konkurence. O oligopol se jedná, když se malý počet firem dohodne, na jisté formě spolupráce s cílem omezit produkci a/nebo stanovit ceny, aby dosáhly vyšší než běžné tržní návratnosti (zisku). Oligopoly mohou být tvořeny dvěma nebo více firmami. Duopol je zvláštní forma oligopolu, kde je trh tvořen pouze dvěma firmami. Podobné faktory, které umožňují existenci monopolů, také usnadňují tvorbu oligopolů. Tyto zahrnují; vysoké překážky vstupu, právní výsada; vládní outsourcing několika společnostem za účelem vybudování veřejné infrastruktury (např. železnic) a přístupu k omezeným zdrojům, především u přírodních zdrojů v rámci země. Společnosti v oligopolu těží z určování cen, stanovování cen kolektivně nebo pod vedením jedné firmy ve skupině, spíše než by se spoléhaly na síly volného trhu. To tedy znamená, že pokud jedna firma sníží či zvýší cenu, ostatní firmy jí následují. Oligopoly mohou vytvářet kartely, aby omezily vstup nových firem na trh a zajistily si jejich podíl na trhu. Vlády obvykle silně regulují trhy, které jsou náchylné k oligopolům, aby zajistily, že spotřebitelé nebudou příliš zpoplatněni a že hospodářská soutěž zůstane na daném trhu spravedlivá.
Příkladem oligopolu v České republice je spolupráce telekomunikačních firem na trhu se zajišťováním přenosu dat a telefonování.

###### Monopolistická konkurence
Monopolistická konkurence je poslední formou nedokonalé konkurence. Tato forma se v praxi objevuje nejčastěji a jedná se o konkurenci, kdy se na trhu vyskytuje větší počet na sobě nezávislých různě velkých firem, které nabízejí zboží a služby, které jsou si podobné, ale nejsou identické. Konkurenceschopnost jednotlivých produktů je tedy ovlivňována především cenou, kvalitou, vzhledem, značkou a způsobem marketingové propagace produktů, která je zde velmi klíčová. Mezi hlavní znaky monopolistické konkurence tedy patří výskyt mnoha firem na trhu, vlastní nastavení ceny výrobků a služeb, nevyskytující se homogenní produkt, snaha výrobců o diferencování zboží, volný vstup a odchod firem z trhu. Monopolistická konkurence obsahuje tedy rysy jak dokonalé konkurence, tak i monopolu. Díky tomu, že každá firma vyrábí odlišný produkt, mají firmy monopolní postavení na trhu a mohou si tedy stanovovat cenu produktu samy a v krátkodobém období dosáhnout zisku. Díky poměrně malým bariérám však mohou na trh vstoupit nové firmy, které minimalizují profit na nulu, a v důsledku toho tedy v dlouhodobém období nelze v prostředí monopolistické konkurence dosahovat zisku. Poptávka je zde cenově velmi elastická, jelikož pokud se zvedne cena nějakého zboží, spotřebitel si dokáže najít produkt, který bude tomu původnímu velmi podobný a bude ho za něj substituovat. Mezi příklady monopolistické konkurence můžeme zařadit kadeřnictví, obchody s oblečením, cestovní kanceláře, restaurace apod.

## Hospodářská soutěž v Česku
V Československu platila až do poloviny roku 1991 cenová regulace (regulace cen je obecně prostředkem zamezujícím, nebo alespoň velmi omezujícím, hospodářskou soutěž a fungování volného trhu). Po tomto datu byly ceny deregulovány a současně utvořen jako antimonopolní úřad Úřad pro ochranu hospodářské soutěže (ÚOHS), tento úřad dohlíží na dodržování pravidel hospodářské soutěže, které jsou stanoveny Zákonem o dodržování hospodářské soutěže č. 143/2001 Sb. Podnikání na volném trhu je soutěžní hra. Někdy tedy mohou být společnosti v pokušení se této vzájemné soutěži vyhnout a pokusit se stanovit vlastní pravidla hry. Občas se jeden velký hráč snaží vytlačit konkurenty z trhu. Úřad pro ochranu hospodářské soutěže funguje jako rozhodčí a stará se o to, aby všechny společnosti hrály podle stejných pravidel. Úřad může zakázat dohody, které omezují hospodářskou soutěž, a uložit pokutu společnostem, jež porušily soutěžní právo.
Úřadu přísluší vytvářet podmínky pro podporu a ochranu hospodářské soutěže, vykonávat dohled při zadávání veřejných zakázek a veřejné podpory. V oblasti veřejné podpory rozhodoval Úřad v letech 2000–2004 o slučitelnosti poskytování veřejné podpory s právem ES. Tato pravomoc přešla od 1. května 2004 plně na Evropskou komisi. Úřad je poradenským, monitorovacím a konzultačním orgánem.
Sídlo Úřadu pro ochranu hospodářské soutěže je v Brně.
Zneužívání hospodářské soutěže
Fyzické i právnické osoby, a to i když nejsou přímo podnikateli, se mohou účastnit hospodářské soutěže, musí však dodržovat právně závazná pravidla této soutěže a nesmějí svou účast v soutěži zneužívat, ani účast jiných v hospodářské soutěži omezovat. Zneužitím přitom je:
- nekalá soutěž - chování, které je v rozporu s dobrými mravy soutěže, cílem je přivodit újmu jiným soutěžitelům nebo spotřebitelům, patří sem např. klamavá reklama, parazitování na pověsti, podplácení, šedá ekonomika, porušení obchodního tajemství, ohrožení zdraví spotřebitele atd.
- nedovolené narušení hospodářské soutěže (dohodami nebo spojením soutěžitelů, zneužitím dominantního postavení na trhu).[2]

## Pravidla hospodářské soutěže EU
Účelem těchto pravidel, které jsou obsaženy ve Smlouvě o fungování Evropské unie (SFEU), je zabezpečit spravedlivé a identické podmínky pro všechny subjekty na trhu, avšak bez zbytečného omezování prostoru pro nové inovace a se zachováním svobody podnikání.  Za porušení těchto pravidel mohou být firmy sankcionovány udělením pokuty až ve výši 10 % jejich ročního celosvětového obratu. V některých členských státech EU hrozí vlastníkům firmy případně i odnětí svobody.
Pravidla se snaží zamezovat nekalým praktikám jako je například uzavíráni různých dohod mezi podnikateli. Takovéto dohody se nazývají kartelové a nejčastěji se právě týkají stanovení cen, rozdělení trhu, rozdělení zákazníků nebo také dohody o distribuci. Dohoda o distribuci je dohodou mezi dodavatelem a prodejcem, při které dochází k tomu, že se dodavatel určuje cenu, za kterou se bude jeho zboží prodávat.   
EU se také snaží hlídat, aby nedocházelo k využívání dominantního postavení na trhu a tedy, aby si velké firmy neúčtovaly příliš vysoké ceny, které by poškozovaly spotřebitele, a naopak i příliš nízké ceny, kterými by se jim podařilo zlikvidovat svoji konkurenci. Dále také dohlíží na to, aby nedocházelo k diskriminaci zákazníků.
V této oblasti má v rámci EU největší pravomoci Evropská komise, která má za úkol monitorovat hospodářskou soutěž, udělovat sankce za porušení nebo také blokové výjimky, podle kterých některé dohody mohou být provedeny i přesto, že mají negativní dopad na hospodářskou soutěž. Dále má také na starosti společně s antimonopolními úřady jednotlivých členských zemí EU posuzovat sloučení velkých podniků tzv. fúze s mezinárodním dopadem.